# フュチュール
フュチュール（futur）は京都府京都市中京区に所在するボクシングジムである。futurはフランス語で「未来」を意味する。

## 歴史・概略
アウトソーシング会社のツークンフト（現ツークンフトホールディングス）により2005年に関西初のボクシング&フィットネスジムとして設立し、会長は同社代表取締役の平山靖が務める。なお、ツークンフトは2004年9月18日に京都府立体育館で行われた当時女子プロボクシングを管轄していた日本女子ボクシング協会（JWBC）の興行をプロモートしており、メインで京都出身の風神ライカ（当時のリングネームはライカ）がWIBA世界フェザー級王座を防衛した。
初代チーフトレーナーに前出のJWBC興行にてWIBA世界ミニフライ級王座を獲得した袖岡裕子が就任。スペシャルスタッフとして元WBAスーパーフェザー、ライト級世界王者の畑山隆則が定期指導に当たっている。
京都府アマチュアボクシング連盟に加盟し、全国大会にも選手を送り込んでいる。
2008年に日本ボクシングコミッション（JBC）の女子公認に伴い、西日本ボクシング協会に加盟。プロ活動もスタートさせた。同時に男性ボクサーの育成も行っている。
日本のプロボクシング史上初めて複数の女子世界王者を生んだジムであり、2022年12月現在、国内最多となる5人の女子世界王者を輩出（複数女子世界王者輩出ジムは他にワタナベ・真正・ミツキ・三迫の4ジム）。
2013年、仲里・ATSUMIボクシングジムより望月誠太が移籍し、ジム初の男子プロ選手となる。移籍初戦では後にスーパーフライ級地域三冠王者となる福永亮次（当時エディタウンゼント）のデビュー戦の相手となり、判定勝ちを収めている。
2013年、中外ジムより池山直が移籍する。
2021年11月14日、森野大地が全日本新人王フライ級西軍代表となる。
主催興行は「TO THE FUTURE 〜未来へ〜」のタイトルで開催。当初は主に大阪で京阪神のジムより協力を受けて男子の試合も数試合組んでいたが、後に女子の試合のみで大会を開くようになった。前出の望月の移籍後は再び男子の試合を組んでいる。近年はジムのお膝元である京都（主にKBSホール）で開催。
2018年に開設した公式YouTubeチャンネルでは過去の主催興行や所属選手が出場した試合、他に主催者から配信許可を得られた女子ボクシングの試合（JWBC時代及び海外含む）から順次全ラウンドの配信を行っている。中にはスカイAにて放送あるいは素材収録されたもの（一部ABCアナウンサーが実況）も含まれている。

## 所属選手

### 世界王者
- 多田悦子（WBA女子世界ミニマム級。真正へ移籍）
- 安藤麻里（WBA女子ライトミニマム級・WBC女子ミニフライ級）
- 池山直（WBO女子アトム級）
- 池原シーサー久美子（WBO女子ミニフライ級）
- 小澤瑶生（WBO女子スーパーフライ級）

### 世界王者以外の現所属選手
- 森野大地
- 川口玲可
- 渡部健
- 仲野玲
- 松田一鉄
- 和田幸斗
- 今西駿介
- 河合寅太朗
- 河合里衣
- 中原遥夢

### 過去の所属選手
- 田中奈浦子（引退）
- 望月誠太（初の男子選手）
- 秋田屋まさえ（ワイルドビートより移籍も引退）
- 平沼勇介（現トレーナー）